# Théding
Théding (deutsch Thedingen) ist eine französische Gemeinde mit 2424 Einwohnern (Stand 1. Januar 2022) im Département Moselle in der Region Grand Est (bis 2015 Lothringen). Sie gehört zum Arrondissement Forbach-Boulay-Moselle.

## Geografie
Die Gemeinde liegt nahe der Grenze zu Deutschland, fünf Kilometer südlich von Forbach.

## Geschichte
Die Gemeinde wurde 1252 erstmals als Tatinga oder Tetinga erwähnt, weitere Namen waren Theitinga (1275), Thetingen (1324) und Thedingen (1429).
Im Gemeindewappen vereinigen sich die Insignien der einstigen Herren des Ortes: der Löwe der Grafen von Saarbrücken und die Alerions der Herzöge von Lothringen.

## Bevölkerungsentwicklung
| Jahr      | 1962 | 1968 | 1975 | 1982 | 1990 | 1999 | 2009 | 2019 |
| Einwohner | 1127 | 1559 | 1561 | 1761 | 2059 | 2132 | 2433 | 2473 |

## Sehenswürdigkeiten
- Kirche Sainte-Marguerite von 1765

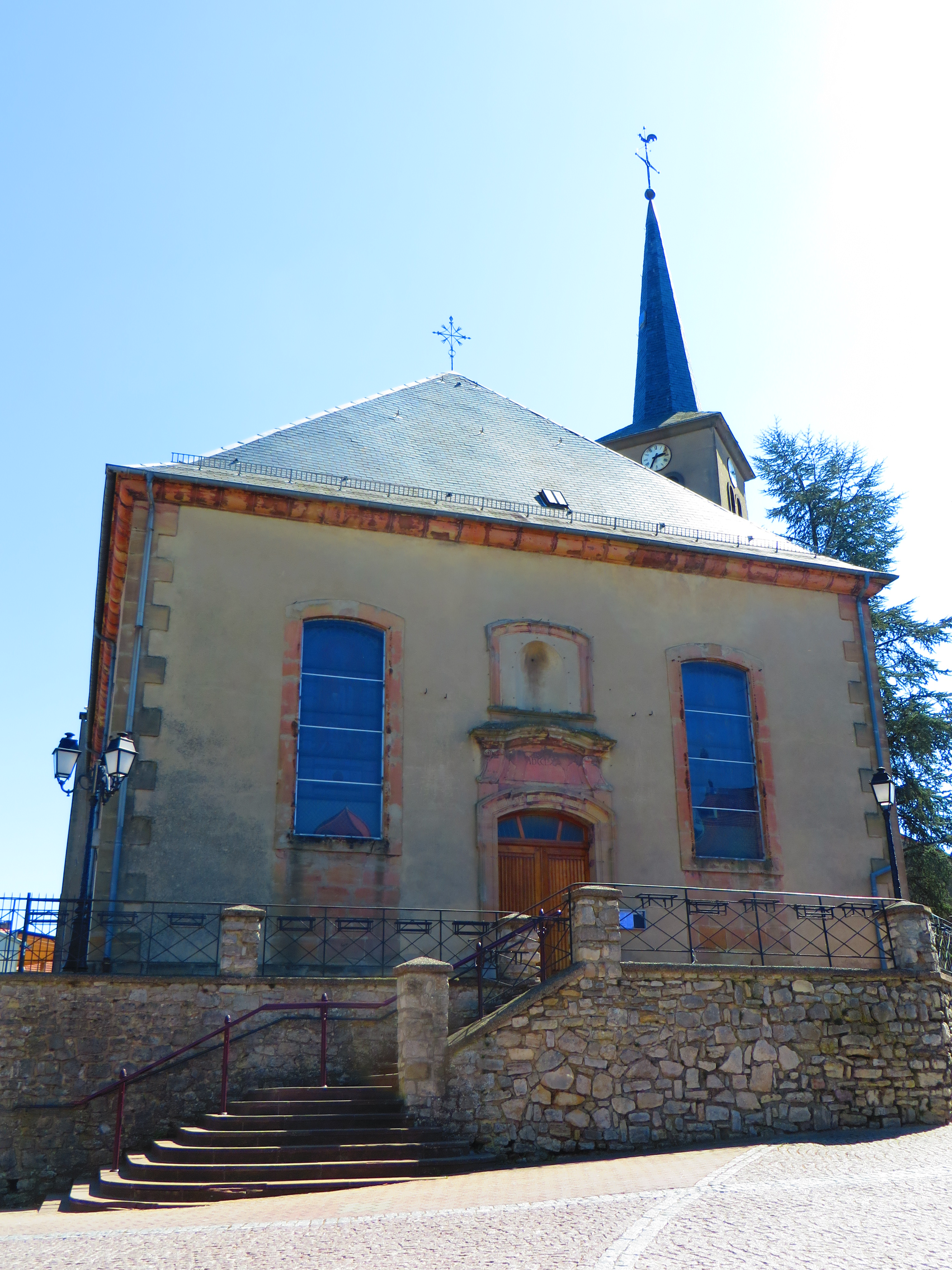
Kirche Sainte-Marguerite

## Belege
1. ↑  Wappenbeschreibung auf genealogie-lorraine.fr (französisch)